# سنسری
سنسری (به فرانسوی: Censerey) یک کمون در فرانسه با جمعیت ۱۷۸ نفر است که در Canton of Liernais واقع شده‌است.